# 许军
许军（1941年12月—），男，湖南武冈人，中华人民共和国政治人物、外交官。

## 生平
1966年，毕业于外交学院。1967年，进入中华人民共和国外交部工作。1997年9月，出任中华人民共和国驻密克罗尼西亚联邦大使。2002年3月，自驻密克罗尼西亚联邦大使离任。